# Loch Eye
Loch Eye ist ein See in der Council Area Highland im Norden Schottlands. Er ist sowohl als Vogelschutz- als auch als Naturschutzgebiet ausgewiesen.

## Lage und Bedeutung
Loch Eye liegt in einer Senke zwischen den Ausläufern der Highlands im Westen und der Halbinsel Fearn im Osten, sein Wasserspiegel liegt etwa 15 Metern über dem Meeresspiegel. Von Westen fließt ihm der Garrick Burn zu, von Süden ein schmaler Kanal aus Richtung Fearn. Die Entwässerung findet nach Osten statt, über den Burn of Arboll in den unteren Bereich der Inver Bay, dem Ästuar des Fendom Burn am Südufer des Dornoch Firth. Der See hat eine Länge von etwa 2,4 Kilometern bei einer Breite von 900 Metern und einer Gesamtfläche von gut anderthalb Quadratkilometern. Mit einer durchschnittlichen Tiefe zwischen einem und zwei Metern gilt er als verhältnismäßig flach.
Durch Loch Eye verläuft eine Gemeindegrenze. Der größere südliche Teil zählt zu Hill of Fearn, der nördliche zu Inver. Nahegelegene Orte sind Hill of Fearn, anderthalb Kilometer im Süden, Inver, drei Kilometer im Nordosten sowie Tain, fünf Kilometer im Nordwesten. Am südwestlichen Seeende verläuft die Bahnstrecke Far North Line, zum Bahnhof Fearn.
Der See ist sowohl als Site of Special Scientific Interest als auch als Ramsar-Gebiet ausgewiesen. Insbesondere aufgrund seiner Forellenvorkommen gilt Loch Eye als beliebtes Anglerrevier.

## Archäologische Befunde
Nachdem im Laufe einer Dürreperiode 1972 der Wasserspiegel deutlich gesunken war, kamen sowohl am nördlichen als auch am südlichen Uferbereich hauptsächlich rundliche, teilweise auch grob rechteckige Strukturen im Untergrund zum Vorschein. Mit Durchmessern zwischen zwei und fünf Metern werden sie als Reste einer ehemaligen Besiedlung gesehen. Einige weisen steinerne Zuwege von höher gelegenen Bereichen her auf. Luftbildaufnahmen legen nahe, dass ihre Verteilung einen ehemaligen Uferverlauf markiert, der einem Anstieg des Wasserspiegels des Sees zum Opfer fiel. Es wird angenommen, dass dieser im Mittelalter verursacht wurde durch Mönche des Klosters Fearn, die durch das Aufstauen des Sees den Betrieb einer Wassermühle ermöglichten. Aufgrund der archäologischen Befunde war der betreffende Uferbereich als Scheduled Monument ausgewiesen. Diese Einstufung wurde jedoch 2025 aufgehoben.